# Алиош (Тимиш)
Алиош (рум. Alioș) насеље је у Румунији у округу Тимиш у општини Машлок. Oпштина се налази на надморској висини од 157 m.

## Прошлост
Аустријски царски ревизор Ерлер је 1774. године навео да у месту које се налази у Сентмиклошком округу, Липовског дистрикта живе измешани Срби и Власи. Код пописа православног клира 1797. године забележена су три свештеника. Пароси, поп Јоаким Павловић (рукоп. 1764) и поп Јосиф Поповић (1778) говорили су српски и румунски језик. Међутим, парох поп Теодор Поповић (1787) знао је само румунски језик.

## Становништво
Према подацима из 2002. године у насељу је живело 953 становника.

### Попис2002.
| Расподела становништва по националности 2002.‍ | Расподела становништва по националности 2002.‍ | Расподела становништва по националности 2002.‍ | Расподела становништва по националности 2002.‍ | Расподела становништва по националности 2002.‍ |
| --------------------------------------------- | --------------------------------------------- | --------------------------------------------- | --------------------------------------------- | --------------------------------------------- |
|                                               |                                               |                                               |                                               |                                               |
| Румуни                                        | Румуни                                        |                                               | 904                                           | 95,2%                                         |
| Мађари                                        | Мађари                                        |                                               | 8                                             | 0,8%                                          |
| Роми                                          | Роми                                          |                                               | 32                                            | 3,4%                                          |
| Немци                                         | Немци                                         |                                               | 6                                             | 0,6%                                          |